# Marion (Dakota del Norte)
Marion es una ciudad ubicada en el condado de LaMoure en el estado estadounidense de Dakota del Norte. En el censo de 2010 tenía una población de 133 habitantes y una densidad poblacional de 51,15 personas por km².

## Geografía
Marion se encuentra ubicada en las coordenadas 46°36′31″N 98°20′40″O / 46.60861, -98.34444. Según la Oficina del Censo de los Estados Unidos, Marion tiene una superficie total de 2.6 km², de la cual 2.17 km² corresponden a tierra firme y (16.63%) 0.43 km² es agua.

## Demografía
Según el censo de 2010, había 133 personas residiendo en Marion. La densidad de población era de 51,15 hab./km². De los 133 habitantes, Marion estaba compuesto por el 98.5% blancos, el 0% eran afroamericanos, el 0% eran amerindios, el 0% eran asiáticos, el 0% eran isleños del Pacífico, el 0% eran de otras razas y el 1.5% pertenecían a dos o más razas. Del total de la población el 0% eran hispanos o latinos de cualquier raza.